# Sageville (Iowa)
Sageville – miasto w Stanach Zjednoczonych, w stanie Iowa, w hrabstwie Dubuque. W 2007 roku liczyło 203 mieszkańców.